# Chi-Chi's
 (mars 2012).
Si vous disposez d'ouvrages ou d'articles de référence ou si vous connaissez des sites web de qualité traitant du thème abordé ici, merci de compléter l'article en donnant les références utiles à sa vérifiabilité et en les liant à la section « Notes et références ».
Pour les articles homonymes, voir Chi Chi.
La chaîne de restaurants Tex-Mex Chi-Chi's originaire de Richfield (Minnesota) aux États-Unis, appartient à la société suisse Tumbleweed Franchise AG qui possède aujourd'hui tous les droits de franchise pour l'Europe, le Moyen-Orient, l'Asie et l'Afrique du Nord. Tumbleweed, l'ancien propriétaire américain, a en effet cédé la Master Franchise Chi-Chi's pour le secteur de la restauration, mais possède néanmoins encore 28 restaurants Tumbleweed aux États-Unis.
Chi-Chi’s et Tumbleweed (en) comptabilisent ensemble 41 restaurants dans le monde. En Europe, la Belgique était le pays qui comptait le plus grand nombre de restaurants Chi-Chi's avec 11 locations (Bruxelles, Wemmel, Zaventem, Braine l'Alleud, Namur, Anvers, Rocourt (Liège), Charleroi (Ville2 et Hasselt); il en reste 4: Bruges, Liège, Rocourt et Messancy. Le Luxembourg comptait deux restaurants sous franchise jusqu'au 29 septembre 2019, dont l'un d'eux durant une trentaine d'années. Le premier Chi-Chi's des Pays-Bas a ouvert à Nederweert.

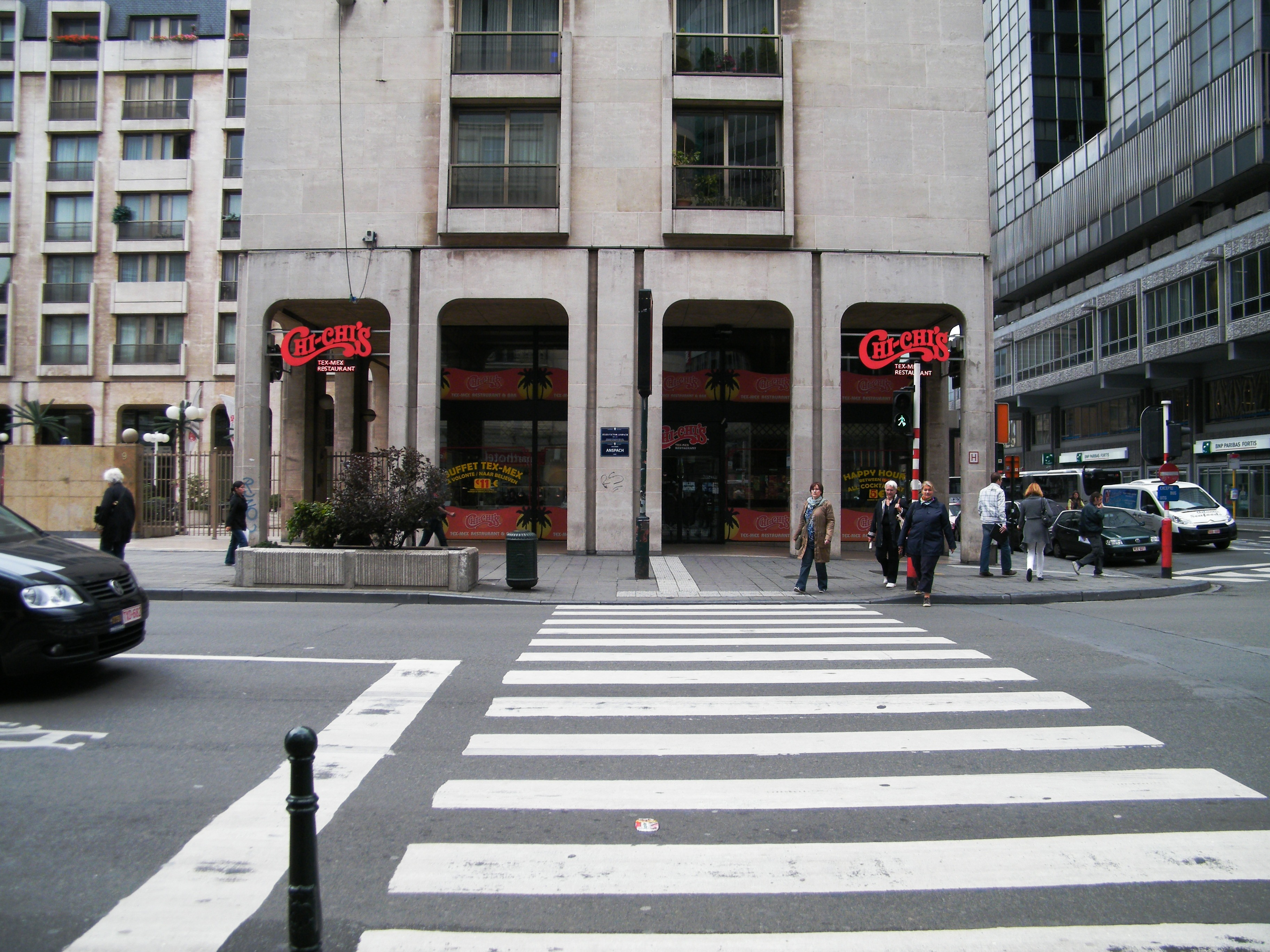
Restaurant Chi-Chi's à Bruxelles en 2011